# 能级相关图
能级相关图是一种分析体系能量变化的直观表示方式，在化学反应机理、物质结构、光谱等研究领域有着相当的应用。构造能级相关图首先须将两个或者更多相关体系的能级按其能量高低次序列出，而后根据所研究的体系，按照一定规则将相应的能级用直线相互连接，一般而言，链接的基本规则有三条：
- 对称性相同的能级之间相连
- 能量接近的能级相连
- 相同对称性的连线相互不交叉

## 能级相关图的应用

### 化学反应的研究
用反应物、产物以及中间体的分子轨道能级构造能级相关图，根据伍德瓦尔特和霍夫曼提出的分子轨道对称性守恒原理将对称性相应的能级相连，根据连线情况可以确定反应发生的条件

### 晶体场理论中的应用
晶体场理论是研究过渡金属络合物中心原子价层电子结构的理论，该理论认为在配体形成的晶体场作用下，原本简并的中心原子的价层电子轨道能级会发生裂分，不同的配体、不同的络合物空间结构，会产生不同的晶体场，中心原子价电子会有不同的裂分，用能级相关图的形式可以简单直观地研究中心原子的能级裂分。构造能级相关图时，将中心原子能级、强场下的能级、弱场下的能级依次列出，按照基本原则相连。晶体场能级相关图反映了原子或离子的能级和周围环境之间相互作用的强弱关系。